# HD 30197
HD 30197 è una stella gigante arancione di magnitudine +5,99 situata nella costellazione del Toro. Dista circa 302 anni luce dal sistema solare.

## Osservazione
Si tratta di una stella situata nella costellazione del Toro: la sua declinazione comporta che possa essere osservata, nell'emisfero boreale, soprattutto nei mesi autunnali e invernali. Nell'emisfero sud, per via della sua alta declinazione e tenue luminosità, è osservabile con difficoltà.
La sua magnitudine pari a 5,99 la pone al limite estremo della visibilità ad occhio nudo, pertanto può essere osservata con l'ausilio di strumenti anche modesti, come un binocolo, ma sotto un cielo molto limpido.
Il periodo migliore per la sua osservazione nel cielo serale ricade nei mesi compresi fra ottobre e febbraio.

## Caratteristiche fisiche e moto proprio
Si tratta di una gigante arancione di classe spettrale K4III, che ha quindi esaurito la sua scorta di idrogeno, apprestandosi a vivere i suoi ultimi momenti, prima di diventare in una nana bianca. la temperatura superficiale media misura 4550 gradi K ma varia leggermente a seconda delle fonti utilizzate (4406 o 4638). La stella possiede una massa pari a 1,08 quella solare, una luminosità 1,68 volte quella solare e una metallicità non molto superiore a quella del Sole ([Fe/H] = 0,19).
La stella si muove attraverso la nostra Galassia ad una velocità di 44,11 km/s rispetto al Sole.
La proiezione della sua orbita galattica lo porta a una distanza compresa fra 15 400 e 25 500 anni luce dal centro della Galassia. Il suo punto di massimo avvicinamento al nostro Sistema solare avvenne 996.000 anni fa, quando splendeva di magnitudine 5,10 e raggiunse una distanza di 173 anni luce da noi.
La magnitudine assoluta è pari a +1,16 e la sua velocità radiale positiva indica che la stella si sta allontanando, anche molto rapidamente, dal nostro sistema solare.

## Occultazioni
Per la sua posizione prossima all'eclittica è talvolta soggetta ad occultazioni da parte della Luna e, più raramente, dei pianeti, generalmente quelli interni.
Le ultime occultazioni lunari avvennero rispettivamente il:
- 29 agosto 2013[6]
- 19 novembre 2013[7].
- 8 febbraio 2014[8].